# Charles Levasseur
Cet article possède un paronyme, voir Charles Levavasseur.
Pour les articles homonymes, voir Levasseur.
Charles Levasseur, connu également sous le patronyme de Levasseur-Ruessavel ou Russouelle, est un explorateur et dessinateur canadien d'origine française, né après 1655 à Québec et mort en 1704. 

## Biographie
Charles Levasseur était le fils d'un charpentier et maître menuisier parisien dénommé Jean Levasseur dit Lavigne originaire de la paroisse de Saint-Nicolas-des-Champs à Paris qui épousa Marguerite Richard le 23 avril 1645 à Paris. Ses parents émigrèrent au Canada  vers 1650. Charles Levasseur grandit dans la cité de Québec, où son père participa à la fondation de la Confrérie de Sainte Anne. Il prit lui-même le sobriquet de Ruessavel par goût de la plaisanterie en inversant son propre patronyme et qui devint avec le temps un surnom parfois ajouté à son nom.
Charles Levasseur reçut son prénom de son parrain, le riche et puissant négociant de la Nouvelle-France Charles Aubert de La Chesnaye, arrivé de Picardie en 1655, et qui s'était lié d'amitié avec son père. Il avait, de plus, comme marraine, Marie-Barbe de Boullongne, épouse de Louis d'Ailleboust de Coulonge, gouverneur de la Nouvelle-France.
Charles Levasseur participa au côté de Henri de Tonti à l'expédition de René-Robert Cavelier de La Salle sur le fleuve Mississippi et la reconnaissance territoriale de la Louisiane française. En 1700, il fut chargé de la reconnaissance de la baie de Mobile afin d'y implanter un fort pour la protection de la Louisiane vis-à-vis des possessions et prétentions espagnoles. Il partit en expédition avec quatre autres canadiens le 19 juin 1700. Il arpenta le fleuve Mobile et reconnut la rive qu'il remonta en découvrant cinq villages amérindiens peuplés d'environ un demi millier d'habitants. dans le premier il remarqua une croix que les Amérindiens lui indiquèrent avoir été plantée par les troupes espagnoles sous la direction du gouverneur Andrés de Arriola. Ce ne fut pas une réelle surprise, l'expédition française de Cavelier de La Salle connaissait les limites des colonies espagnoles d'Amérique. 
Le caractère stratégique du fleuve Mobile incita Jean-Baptiste le Moyne de Bienville à confier à Levasseur une mission de reconnaissance dénommé "Mission d'exploration Levasseur". Il choisit un lieu, qu'il pensait propice pour y établir un fort. Il établit de bonnes relations de voisinage avec les tribus amérindiennes de cette basse vallée de la Mobile et planta une grande croix visible le long de la côte pour localiser l'endroit afin d'y revenir. En 1701, il fit édifié, à l'emplacement de la dite croix, le premier fort en bois, au lieu-dit de La Mobile, qui fut nommé bientôt Fort Louis de la Louisiane. Une petite colonie s'organisa autour de ce fort et prit le nom de La Mobile du nom de la tribu amérindienne qui vivait dans ces parages.
Au début de l'année 1702, d'Iberville s'embarque à bord de "La Renommée" pour la colonie de La Mobile. Avec Bienville, lieutenant de Roy au fort de Biloxy, et Levasseur, commandant des Canadiens, ils prirent officiellement possession de la rivière Mobile au nom du Roi de France. Ils invitèrent les chefs des tribus Chactas, Thomés, Chicachas et Mobiliens, à qui ils offrirent des présents et en retour reçurent leur soutien indéfectible comme allié contre les Anglais.
Le 5 septembre 1704, Levasseur, qui avait contracté la fièvre jaune, mourut au Fort Louis de la Louisiane (Vieille Mobile), le lendemain même de la mort de son compagnon d'explorations Henri de Tonti, décédé également de la même maladie. Ils furent enterrés l'un près de l'autre.